# NGC 1403
NGC 1403 è una vasta galassia lenticolare situata nella costellazione dell'Eridano, a una distanza di circa 85 milioni di anni luce dalla nostra Via Lattea.

## Scoperta
La galassia è stata scoperta nel 1886 dall'astronomo statunitense Francis Leavenworth.

## Descrizione
NGC 1403 fa parte dell'Ammasso di Eridano.